# Ледаков, Антон Захарович
Антон Захарович Ледаков — русский художник, портретист, иконописец, паломник, литературный и художественный критик.
Писал иконы для церкви Апостола Петра в Яффе.
Учился в Императорской Академии художеств с 1859 по 1864 год.
Был удостоен поощрительными медалями.
В 1867 году получил звание классного художника 3 степени.
Был в дружеских отношениях с И. H. Крамским.
В периодических изданиях подписывался псевдонимами: А. З. Л. ; Лед., А. З. ; Худ. А. З. Лед-ов ; Художн. А. З. Лед-ъ ; Художник А. З. Лед-ъ

## Оценки
П. Ф. Исеев в одной из докладных записок президенту Академии отзывался о нём так: 

Ледаков принадлежит к ничтожнейшим личностям, а как художник крайняя бездарность; был когда-то в Академии, либеральничал, а когда пришлось (неразборчиво - С. Н. Гольдштейн), то выдал всех своих единомышленников, сам же вышел сухим (ЦГАЛИ, ф. № 647 Академии художеств, д. 13)